# Andrea Lucchetta
Andrea Lucchetta, född 25 november 1962 i Treviso, är en italiensk före detta volleybollspelare. Lucchetta blev olympisk bronsmedaljör i volleyboll vid OS 1984 samt vann både EM 1989 och VM 1990.